# Gorazd (karantanski knez)
Ta članek opisuje prvega krščanskega kneza Karantancev. Za Metodovega učenca glej Sveti Gorazd.
Gorazd, karantanski knez, * neznano, † 751.
Bil je prvi krščanski knez Karantanije. Po napadih Avarov na Karantance je Borut, karantanski knez, za pomoč prosil Bavarce in se jim s tem podredil. Na Bavarsko so odvedli talce, med njimi tudi Borutovega sina Gorazda in Borutovega nečaka Hotimirja. Za oba je knez Borut prosil, da ju pokristjanijo. Pod vladavino kneza Gorazda med leti 749 in 751 se pokristjanjevanje v Karantaniji še ni dogajalo. Prva cerkev v Karantaniji je nastala na Krnskem gradu okoli 750. Bila je, tako kot vse prve cerkve, v lasti karantanskega kneza, verjetno prav Gorazda. Po njegovi nekajletni vladavini in smrti je knez postal Hotimir (752–769). 